# エリヴァニ郡

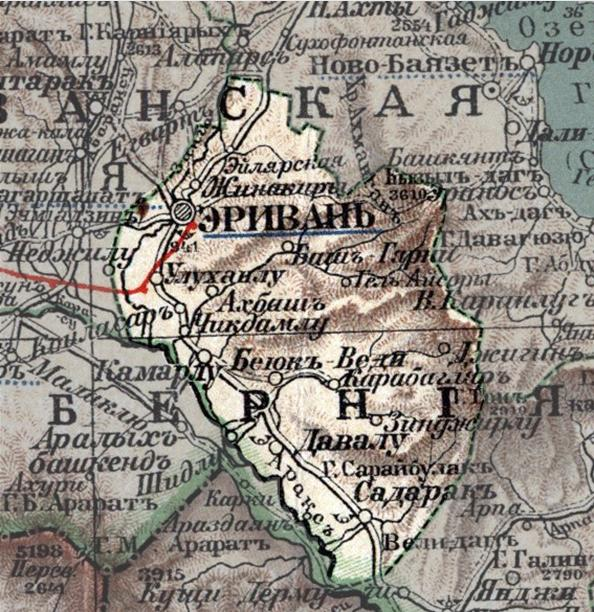
1903年の地図

エリヴァニ郡（エリヴァニぐん、ロシア語: Эриванский уезд、アルメニア語: Երևանի գավառ）は、ロシア帝国・アルメニア第一共和国およびアルメニア社会主義ソビエト共和国の郡。エリヴァニを首府とし、1840年に設置されてからは主にエリヴァニ県に属した。

## 沿革
1828年にトルコマーンチャーイ条約によってロシア帝国領とされるまでは、この領域はエリヴァニ・ハン国として、ガージャール朝の勢力下にあった。併合直後にはアルメニア州が置かれたが、その後1840年4月10日公布、翌1841年1月1日発効の政令によってグルジノ・イメレチア県が新設され、エリヴァニ郡はその一部とされた。さらに1846年12月14日採択の法令によってチフリス県が設置されると、エリヴァニ郡もその一部となる。そして1849年6月9日採択の法令によってさらにエリヴァニ県が設置されると、エリヴァニ郡はナヒチェヴァニ郡、アレクサンドロポリ郡とともにエリヴァニ県へ移管された。その後、ロシア帝国の崩壊とアルメニア第一共和国時代、アルメニア社会主義ソビエト共和国時代を経て、1930年9月の行政区画再編によって廃止された。

## 地理
面積は2664平方ベルスタ（3032平方キロメートル）。領域の大部分を北東部の高地が占め、アラクス川渓谷に位置する南西部の狭い領域（長さ約70ベルスタ、幅8-13ベルスタ）が低地となっていた。エリヴァニ近郊の標高約3200フィート地点が郡内最高地点、シャルロ・ダララゲズ郡 (ru) との境の標高2667フィート地点が最低地点となっていた。平野部全域は、アラクス川左岸から引かれた水路によって分割されていた。高地部はアグマンガン山脈に連なる溶岩台地となっている。山間部にはザング川（50ベルスタ）、ガルニ・チャイ川（50ベルスタ）やヴェジ・チャイ川（47ベルスタ）などが流れ、それらは夏季には灌漑利用され、雨期や雪解けには急流となってアラクス川へ流れていた。
1913年の時点で、郡にはアラムス、イマンシャル、オグルベクル、カナキル、カマルル、カラノインル、カラハチ、サダラク、シラバド、ダヴァル、チグダムル、ドヴィン・アルミャンスキー、トルン、ナラコヴィト、バシュ・ガルヌィ、ボユク・ヴェジの16の村が設置されていた。

## 経済
ロシア帝国時代の主な産業は農業と畜産業であり、低地部は農業用地、山地部は夏場の放牧用地として利用されていた。1900年の収穫高は、冬・春小麦191万8000プード、大麦20万プード、米210万プード、ジャガイモ4600プード、綿花7万835プードとなっている。その他にもキビ、エンドウ、レンズ豆、麻、亜麻、トウゴマ、スイカ、メロンなどの栽培も行われていた。桃、杏、プラム、林檎、梨、イチジク、ザクロなど、果物栽培も約1320デスャチーナの作付面積で行われており、とりわけ葡萄は5448デスャチーナ（エリヴァニ県全域での半分を占める）の作付面積から111万8380プードの収穫があった。家畜数は馬・ラバ7630頭、牛5万9680頭、水牛3330頭、羊・山羊5万2700頭、ラクダ1630頭、ロバ4150頭と、エリヴァニ県全体の11パーセントの数を擁した。
対して工業はほとんど発達していなかったが、それでもエリヴァニ県の他の郡に比較すればはるかに盛んであった。工業施設のほとんどはエリヴァニに集中しており、ワイン・ウォトカ・スピリッツの醸造や製粉・精米が盛んであった。エリヴァニでは449の工場が49万3520ルーブルを売り上げ、これは県全体での生産高の37パーセントに達する。対してエリヴァニを除いた郡内の商業生産高は500ルーブル足らずであった。皮革産業は主にクルド人によって、織物・鞄・靴製造などの手工業は主にアルメニア人によって担われていた。

## 人口
1897年ロシア帝国国勢調査においては、郡の総人口は15万879人（男性8万2899人、女性6万7980人）とされ、使用言語別の主要な内訳は
- アゼルバイジャン語：7万7491人
- アルメニア語：5万8148人
- クルド語：8195人
- ロシア語：3052人
- アッシリア語：2288人

である。首府エリヴァニの人口は2万9006人となっている。1926年のソビエト連邦時代の統計では、郡の総人口は17万8652人（男性9万2461人、女性8万6191人）であり、都市人口が6万7736人、農村人口が11万916人となっている。